# Cryptocochylis
Cryptocochylis là một chi bướm đêm thuộc phân họ Tortricinae của họ Tortricidae.

## Các loài
- Cryptocochylis conjunctana (Mann, 1864)